# Goyave (Guadeloupe)
Pour l’article homonyme, voir Goyave.
Goyave (se prononce [ɡwajav] ; en créole guadeloupéen : Goyav' ) est une commune française, située dans le département de la Guadeloupe.

## Géographie

### Localisation

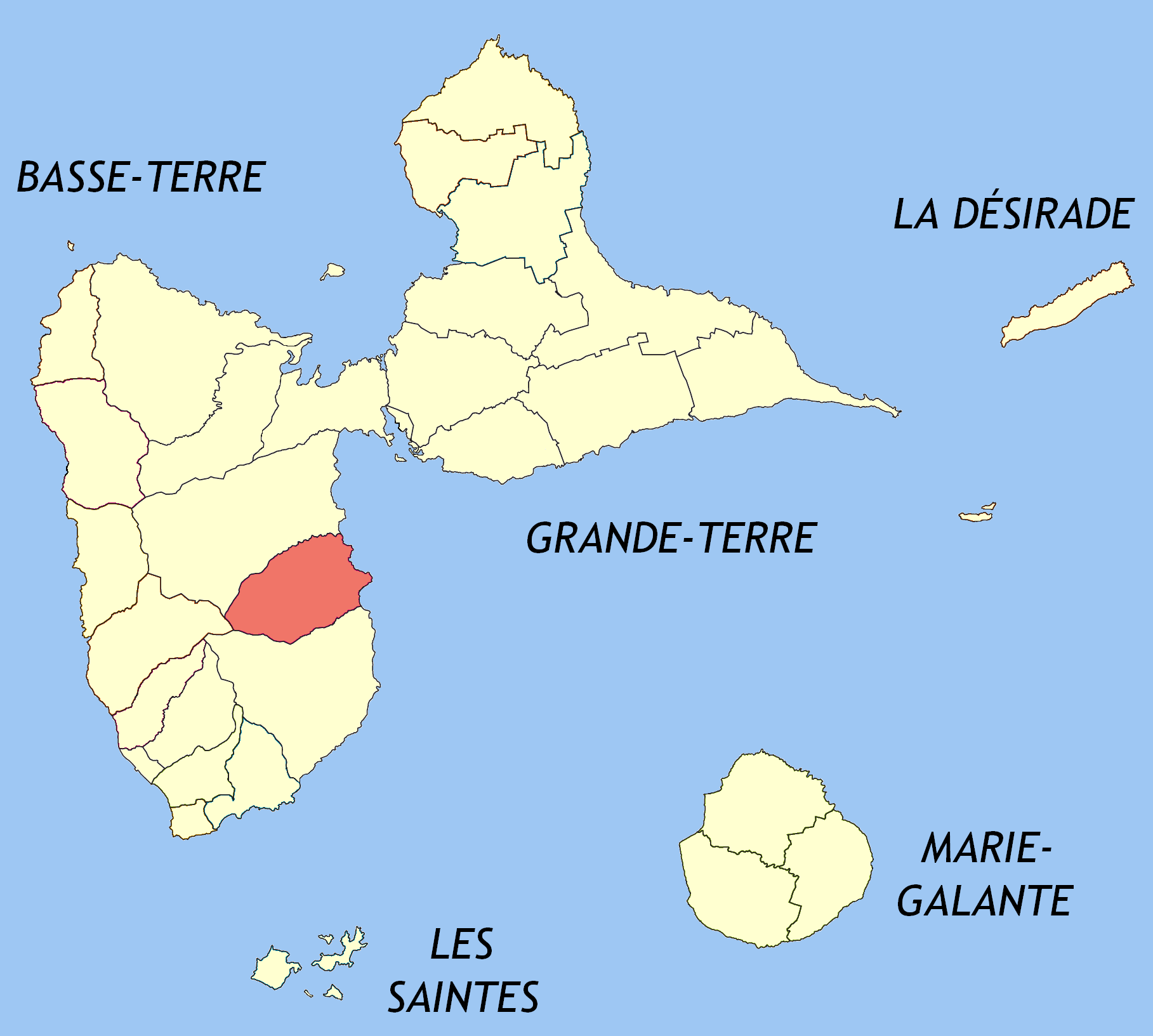
En rouge le territoire communal de Goyave.

De 59,9 km2 de superficie totale, la commune de Goyave est située à l’est de la Basse-Terre. Elle est arrosée par différentes rivières prenant leurs sources sur les flancs de la Matéliane ou du morne Incapable : la rivière Lenglet et la rivière Morin se joignant pour former la Petite Rivière à Goyave, la rivière Moreau, la ravine Bouteiller, la rivière la Rose, ainsi que la rivière la Sarcelle qui la sépare de Petit-Bourg au nord et la ravine Ferré qui a son embouchure dans le port de Goyave.
|                 | Petit-Bourg          |                  |
| Vieux-Habitants | Goyave               | Océan Atlantique |
|                 | Capesterre-Belle-Eau |                  |

### Climat
Le climat y est de type tropical.

## Urbanisme

### Typologie
Goyave est une commune urbaine, car elle fait partie des communes denses ou de densité intermédiaire, au sens de la grille communale de densité de l'Insee,,,. Elle appartient à l'unité urbaine de Capesterre-Belle-Eau, une agglomération intra-départementale regroupant 2 communes et 25 522 habitants en 2022, dont elle est une commune de la banlieue,.
Par ailleurs la commune fait partie de l'aire d'attraction des Abymes, dont elle est une commune de la couronne. Cette aire, qui regroupe 18 communes, est catégorisée dans les aires de 200 000 à moins de 700 000 habitants,.
La commune, bordée par l'Océan Atlantique à l'est, est également une commune littorale au sens de la loi du 3 janvier 1986, dite loi littoral. Des dispositions spécifiques d’urbanisme s’y appliquent dès lors afin de préserver les espaces naturels, les sites, les paysages et l’équilibre écologique du littoral, par exemple le principe d'inconstructibilité, en dehors des espaces urbanisés, sur la bande littorale des 100 mètres, ou plus si le plan local d’urbanisme le prévoit,.

### Lieux-dits, hameaux et écarts
La commune de Goyave est composée d'un bourg principal et de plusieurs sections que sont notamment, Barthélémy, Blonzac, Bois-Sec, Bonfils, Douville, Christophe, Moreau, Morne-à-Gomme, Morne-Rouge, la Rose, Sarcelle, Sainte-Claire.

## Histoire
Pour un article plus général, voir Histoire de la Guadeloupe.
Une occupation humaine du site de Sainte-Claire (en raison de sa topologie et de l'accès à l'eau douce) a été mise en évidence à l'époque précolombienne entre 500 et 1200 apr. J.-C., avec des éléments de céramique de culture troumassoïde retrouvés lors de fouilles menées en 2015 par l'INRAP.
Après la découverte de l'île par les Européens, la colonisation du territoire de Goyave est attestée dès le XVIe siècle et des exploitations agricoles – les habitations la Grange, Rouffeau, Mollard – se développent autour du noyau villageois qui s'étend au nord de la Petite Rivière à Goyave au XVIIIe siècle. Le nom de Goyave provient des nombreux goyaviers situés le long de la principale rivière qui descend de la forêt tropicale, couvrant la montagne.

## Politique et administration

### Rattachements administratifs et électoraux
La commune appartient à l'arrondissement de Basse-Terre et au canton de Petit-Bourg — qui a déjà existé avant 1985 — depuis le redécoupage cantonal de 2014. Entre 1985 et 2015, elle était le chef-lieu du canton de Goyave.
Pour l'élection des députés, Goyave fait partie depuis 1988 de la troisième circonscription de la Guadeloupe.

### Intercommunalité
La commune de Goyave appartient à la communauté d'agglomération du Nord Basse-Terre, depuis sa création en 2010, dans laquelle elle est représentée par quatre conseillers.

### Liste des maires
| Période                                  | Période                         | Identité               | Étiquette  | Qualité |
| ---------------------------------------- | ------------------------------- | ---------------------- | ---------- | --- |
| 1945                                     | mars 1971                       | René Lacrosse          | PCG        | |
| mars 1971                                | juin 1995                       | François Louisy        | DVG → FGPS | Agronome Sénateur de la Guadeloupe (1986 → 1995) Conseiller général du canton de Goyave (1985 → 1992)                                      |
| juin 1995                                | mars 2008                       | Jean Emmanuel Laguerre | OG-DVD     | Agriculteur, ancien policier Conseiller régional de la Guadeloupe (1998 → 2001) Conseiller général du canton de Goyave (1998 → 2004)       |
| mars 2008                                | en cours réélection en mai 2020 | Ferdy Louisy           | FGPS       | Expert-comptable, commissaire aux comptes Conseiller général du canton de Goyave (2004 → 2015) Président du Parc national de la Guadeloupe |
| Les données manquantes sont à compléter. |                                 |                        |            | |

## Économie
L'activité économique de la commune s'appuie essentiellement sur l'agriculture. La culture de la canne à sucre a été remplacée progressivement par celle de la banane et par l’aquaculture. À ces fins, et pour faire face au problème récurrent de manque d'eau pour l'irrigation agricole en période de carême, il a été décidé en 2015 la construction du barrage de Moreau, un barrage en remblai sur la rivière Moreau d'une capacité de retenue d'un million de mètres cubes – pour un coût total des travaux de 31 millions d'euros (financés à hauteur de 26,35 M€ par le Fonds européen agricole pour le développement rural (FEADER), 2,65 M€ par le Conseil régional de Guadeloupe et 2 M€ de l'État français) menés par les sociétés Gaddarkhan, Gételec et Antilles Géotechniques –, qui entre en service à la fin 2017,. Le « Verger aux mille fruits » s'étend sur deux hectares et propose des ventes en direct.

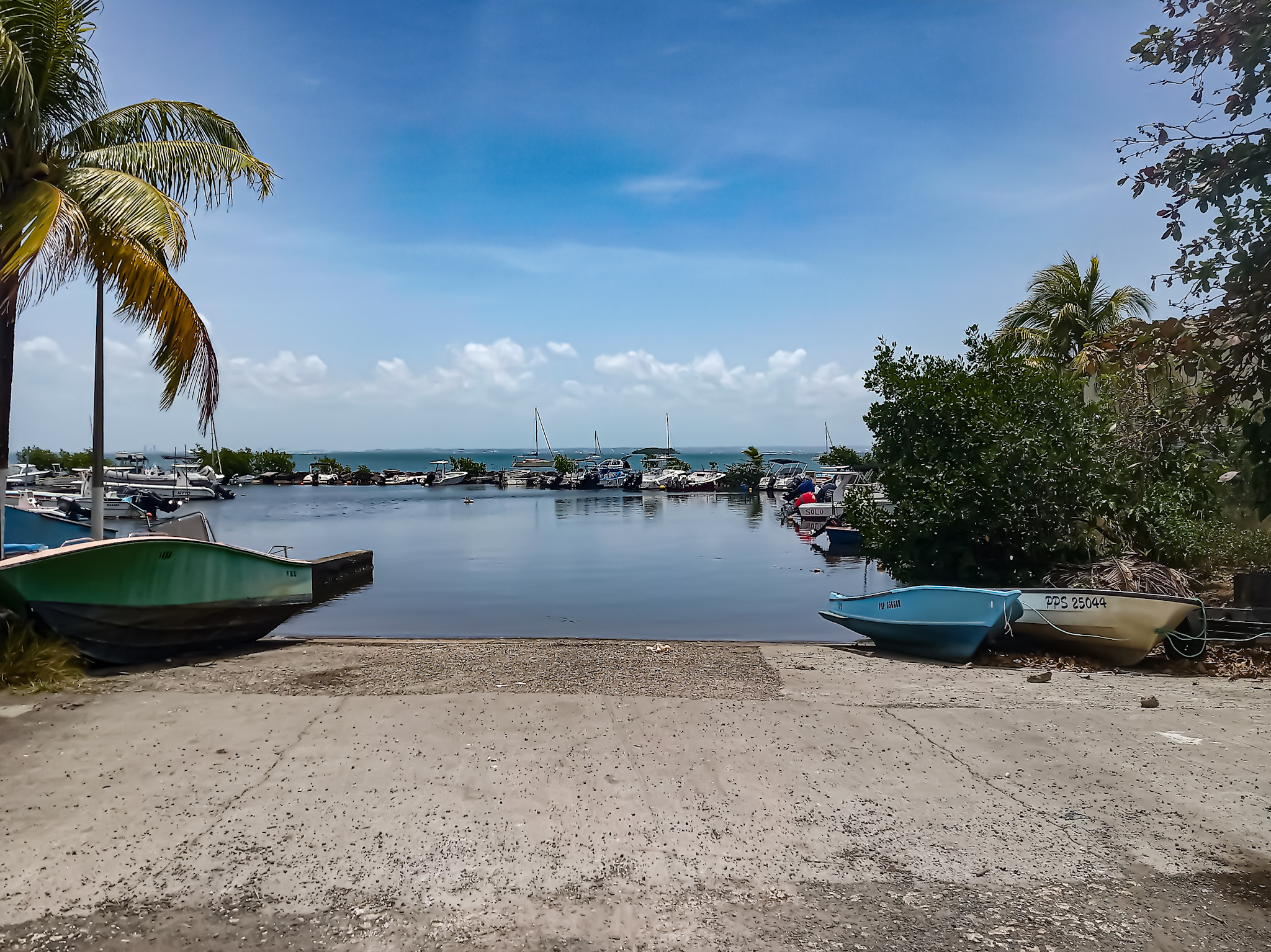
Le port de Goyave.

Le port accueille une dizaine de marins-pêcheurs ainsi que les chantiers navals Pineau spécialisés dans les petits bateaux de pêche.
Le tourisme vert constitue enfin une autre source de revenus pour les commerces de la ville avec l'attrait de la plage de Sainte-Claire et surtout les randonnées dans la forêt domaniale départementale de Douville et vers les chutes Moreau et Bras-de-Fort.

## Population et société

### Démographie
L'évolution du nombre d'habitants est connue à travers les recensements de la population effectués dans la commune depuis 1961, premier recensement postérieur à la départementalisation de 1946. À partir de 2006, les populations de référence des communes sont publiées annuellement par l'Insee. Le recensement repose désormais sur une collecte d'information annuelle, concernant successivement tous les territoires communaux au cours d'une période de cinq ans. Pour les communes de moins de 10 000 habitants, une enquête de recensement portant sur toute la population est réalisée tous les cinq ans, les populations de référence des années intermédiaires étant quant à elles estimées par interpolation ou extrapolation. Pour la commune, le premier recensement exhaustif entrant dans le cadre du nouveau dispositif a été réalisé en 2004.

En 2022, la commune comptait 7 640 habitants, en évolution de +1,51 % par rapport à 2016 (Guadeloupe : −2,67 %, France hors Mayotte : +2,11 %).
| 1961  | 1967  | 1974  | 1982  | 1990  | 1999  | 2009  | 2014  | 2019  |
| ----- | ----- | ----- | ----- | ----- | ----- | ----- | ----- | ----- |
| 1 929 | 3 120 | 2 588 | 2 919 | 3 652 | 5 060 | 7 829 | 7 612 | 7 621 |

| 2022  | - | - | - | - | - | - | - | - |
| ----- | - | - | - | - | - | - | - | - |
| 7 640 | - | - | - | - | - | - | - | - |

### Enseignement
Comme toutes les communes de l'archipel de la Guadeloupe, Goyave est rattaché à l'Académie de la Guadeloupe. La ville possède sur son territoire une école maternelle (Bourg) et deux écoles primaires (Christophe et François-Auguste). 
En ce qui concerne l'enseignement secondaire, la commune accueille sur son territoire le collège Matéliane tandis que les lycées les plus proches se trouvent à Petit-Bourg (enseignement général au lycée des Droits-de-l'Homme) et Capesterre-Belle-Eau (enseignement professionnel Paul-Lacavé).

### Sports et loisirs

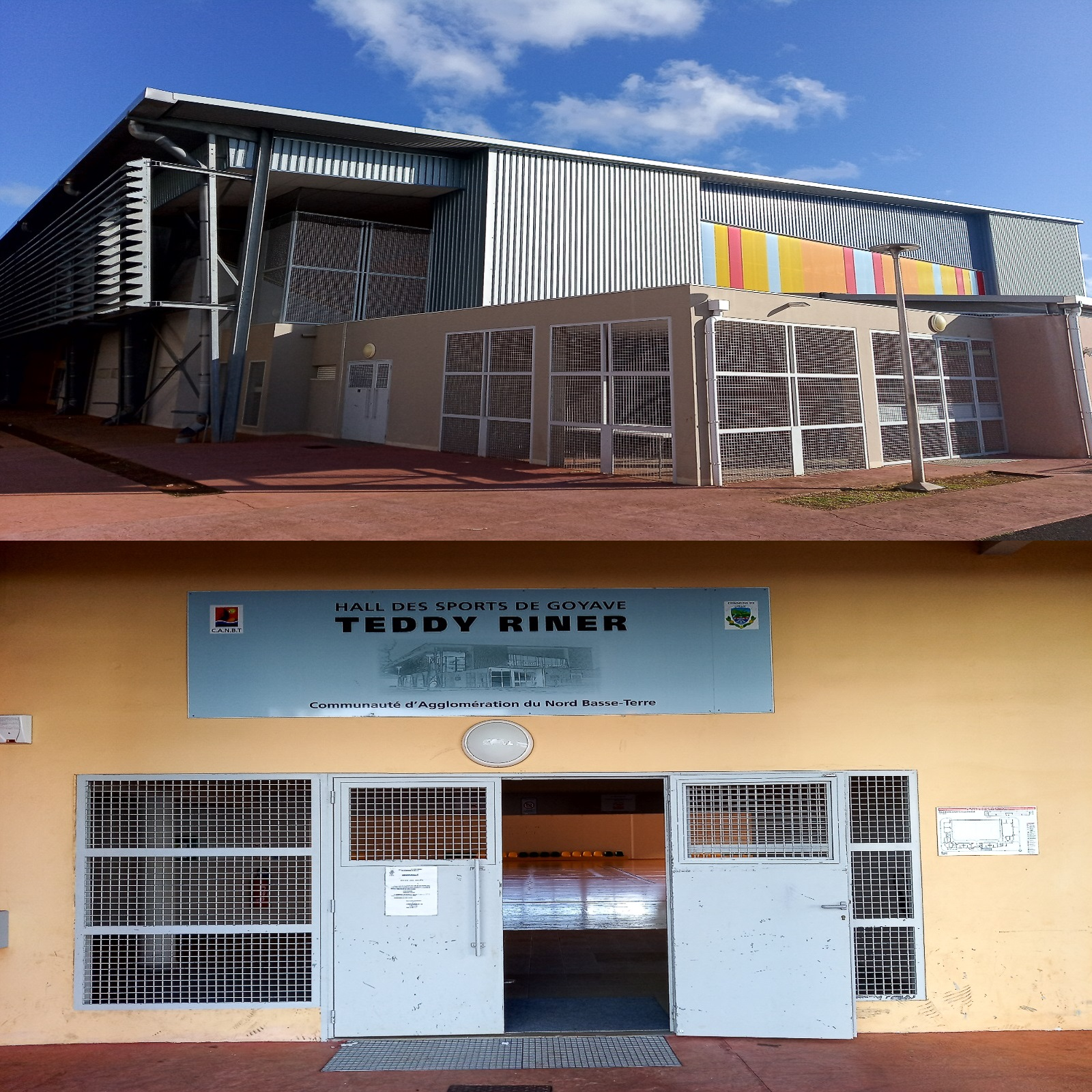
La salle multisports Teddy-Riner de Goyave

Les équipements sportifs de la commune sont composés du stade municipal, du stade de la Rose, d'une salle multisports Teddy-Riner et du site d'activités nautiques. Les clubs sportifs présents à Goyave sont :
- le Rugby club de Goyave[22]
- l'US Goyave (cyclisme, football, volley-ball)

## Culture locale et patrimoine

### Lieux et monuments
- La chute du Bras-du-Fort et les chutes Moreau sur le cours de la rivière Moreau avec en amont le barrage hydraulique de Moreau.
- La forêt départementale de Douville
- Le jardin d’eau à Blonzac et le verger les 1 000 fruits
- L'îlet Fortune
- L'église Sainte-Anne de Goyave et la nouvelle église Saint-Anne de Goyave. Elles sont dédiées à sainte Anne.
- Les ponts style Eiffel
- Le village o ti bouboul (site agritouristique « forêt magique de Moreau »)
- La plage de la commune est la plage de Sainte-Claire.

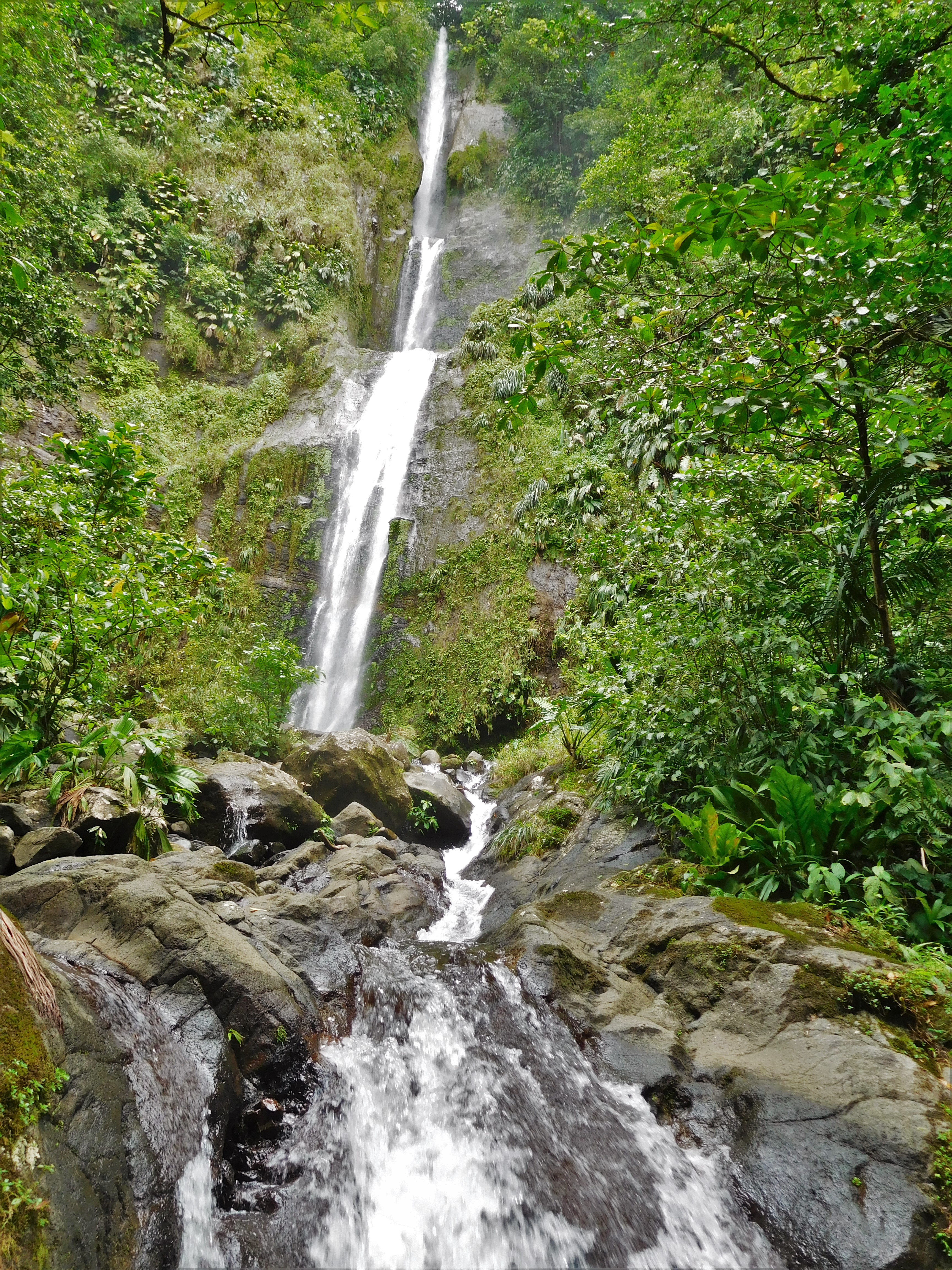
Trois sauts des chutes Moreau.
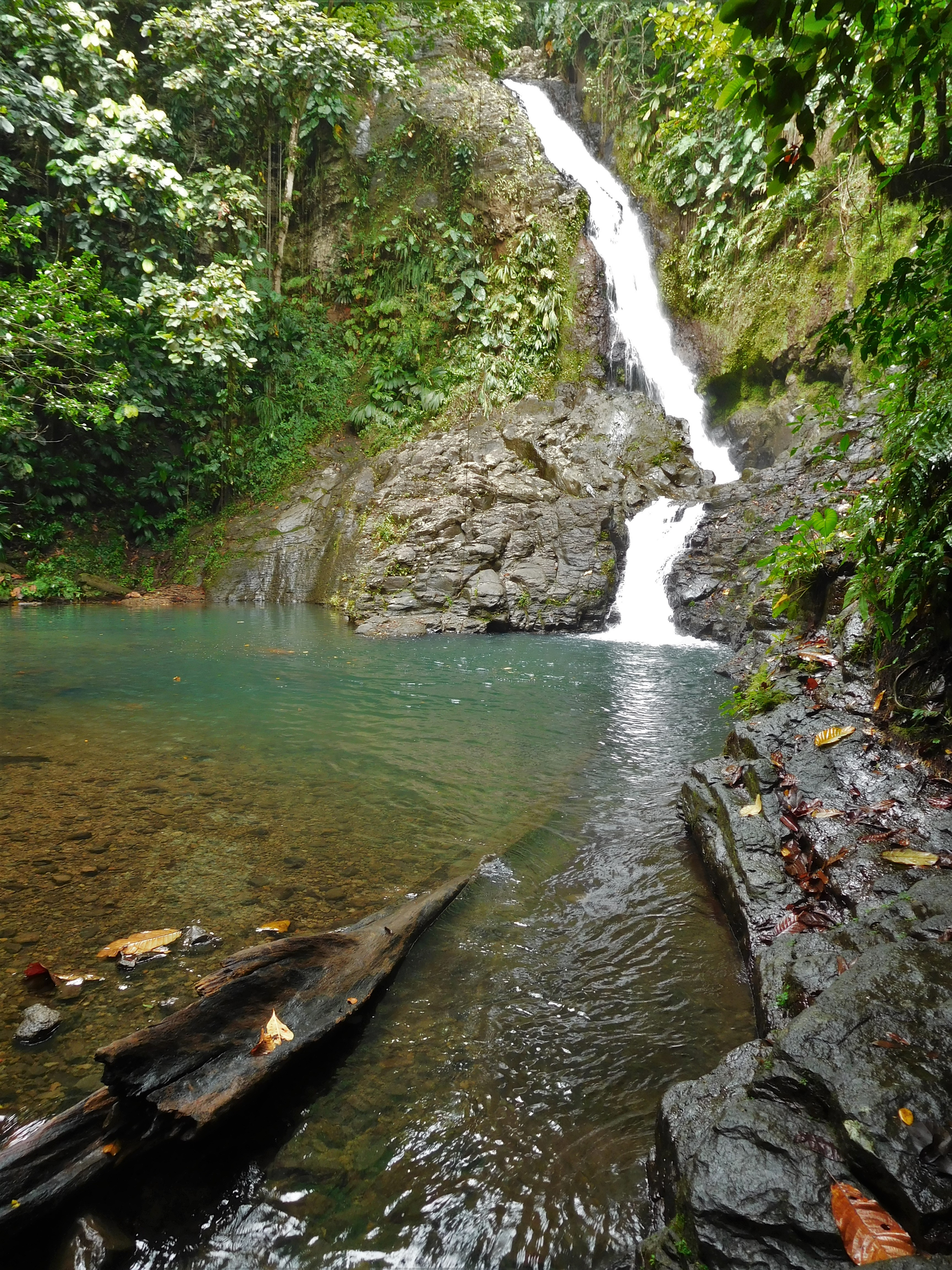
La chute de Bras-de-Fort.
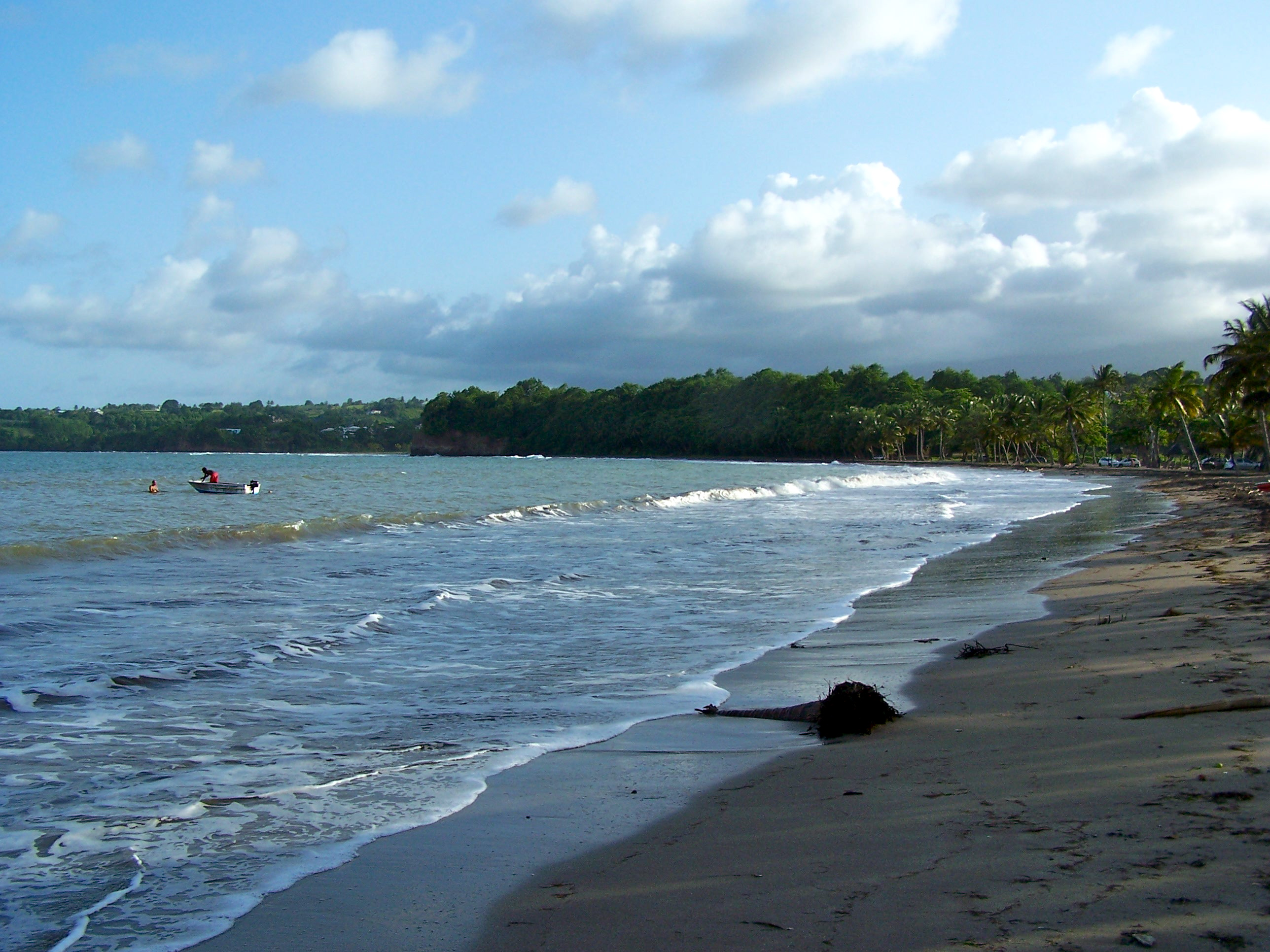
La plage de Sainte-Claire.
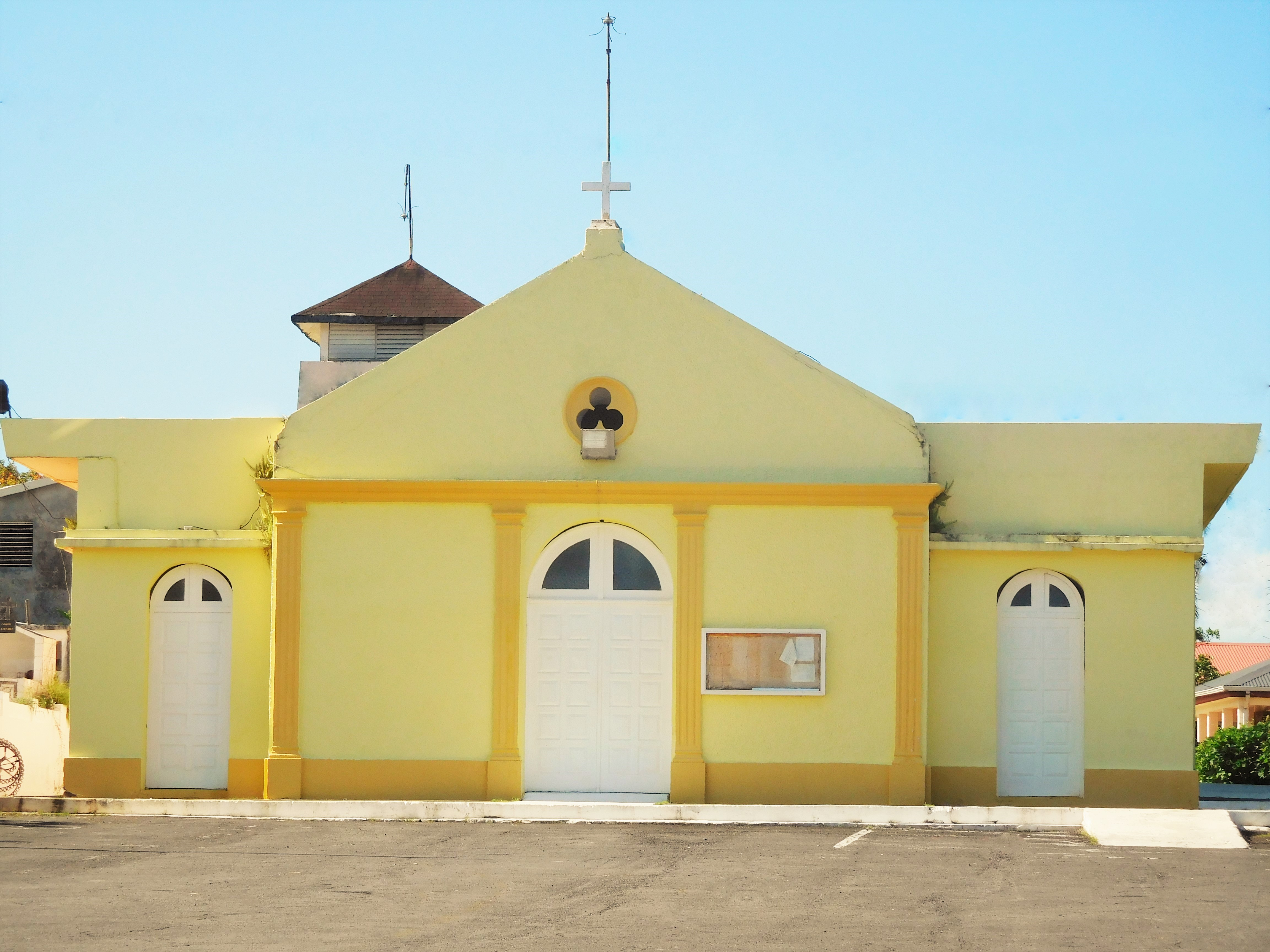
L'église Sainte-Anne

### Jumelage
- Allada (Bénin)
- L'Estère (Haïti)

### Personnalités liées à la commune
- François Louisy, maire de Goyave de 1971 à 1998, ancien conseiller général et sénateur de 1986 à 1995
- Simone Schwarz-Bart[précision nécessaire],écrivaine française.
- The Bolokos, groupe de Punk rock guadeloupéen originaire de Goyave[23].

### Héraldique
| Blason | Blasonnement : |